# فيروسات الزق
فيروسات الزق أو عائلة اسكوفيريدي (بالإنجليزية: Ascoviridae)‏ هي عائلة من الفيريونات مكونة من غلاف، نواة، غشاء شحمي مرتبط بالجسيم الداخلي. قفيصة الفيروس مغلفة بقطر يقدر ب 130 نم وبطول يتراوح بين 200 و 240 نم
الفيريونات عصوية الشكل، بيضوية، سجقية الشكل (سقائي الشكل).
الجينوم غير مجزء ويحتوي على جزيء واحد من الدنا ثنائي السلسلة الحلقي. يتكون الجينوم من جوانين + سيتوزين بنسبة 42 - 60 % .
تصيب فيروسات الزق في المقام الأول اللا فقاريات.

## وصلات خارجية
- نطاق فيروسي: فيروسات الزق